# Alexander Castro
Ne doit pas être confondu avec Alexandre Castro.
Alexander Castro Trejos (né le 14 février 1979 à Golfito au Costa Rica) est un joueur de football international costaricien, qui évolue au poste de défenseur.

## Biographie

### Carrière en sélection
Avec l'équipe du Costa Rica, il joue 22 matchs (pour aucun but inscrit) entre 2001 et 2005. Il figure notamment dans le groupe des sélectionnés lors de la Gold Cup de 2003.
Il participe également à la Copa América de 2004.